# Gevlekte honingspeurder
De gevlekte honingspeurder (Indicator maculatus) is een vogel uit de familie Indicatoridae (Honingspeurders).

## Kenmerken
De vogel is gemiddeld 18 cm lang en weegt 42 tot 54 gram. De vogel is overwegend olijfgroen gekleurd met op de borst lichte spikkels. De staart is donker met lichte buitenste staartpennen die aan het eind weer donker gevlekt zijn. De gevlekte honingspeurder is van boven groener gekleurd dan de schubkeelhoningspeurder (I. variegatus) en minder lichter van onder.

## Verspreiding en leefgebied
Deze soort komt voor in westelijk en centraal Afrika en telt twee ondersoorten:
- I. m. maculatus: van Gambia tot Nigeria.
- I. m. stictithorax: van zuidelijk Kameroen tot zuidwestelijk Soedan, oostelijk Congo-Kinshasa en noordelijk Angola.

Het leefgebied bestaat uit dicht primair regenbos, bosranden bijvoorbeeld langs rivieren en verlaten overgroeide plantages. Komt voor tot op 2130 m boven de zeespiegel.

## Status
De grootte van de populatie is niet gekwantificeerd. De vogel is plaatselijk schaars tot vrij algemeen. De indruk bestaat dat de aantallen achteruit gaan. Echter, het tempo ligt onder de 30% in tien jaar (minder dan 3,5% per jaar). Om deze redenen staat de gevlekte honingspeurder als niet bedreigd op de Rode Lijst van de IUCN.